# National Security Archive
Das National Security Archive ist eine regierungsunabhängige, nicht-profitorientierte Forschungs- und Archivierungseinrichtung an der George Washington University in Washington, D.C. Sie wurde im Jahr 1985 vom Journalisten Scott Armstrong gegründet.

## Aufgaben
Sie archiviert und publiziert von der Regierung der Vereinigten Staaten freigegebene Unterlagen zu ausgewählten Themen der US-amerikanischen Außenpolitik. Das Archiv sammelt und analysiert die Dokumente aus vielen verschiedenen staatlichen Institutionen. Hierzu zählen u. a. die Geheimdienste, die aufgrund des „Freedom of Information Acts“ verpflichtet sind, auf Antrag Unterlagen zur Verfügung zu stellen, solange diese nicht mehr als Verschlusssachen eingestuft sind.

## Geschichte
Von 1985 bis 1998 wurde das National Security Archive von der Fund for Peace, Inc. finanziert. Zu den Unterstützern gehören heute die Ford Foundation und die John D. und Catherine T. MacArthur Foundation.
1999 erhielt das National Security Archive den George Polk Award als Sonderpreis wegen dem Bereitstellen von Quellenmaterial für Recherchen. Am 1. Oktober 2007 verurteilte Bundesrichterin Colleen Kollar-Kotelly die US-Regierung unter George W. Bush zur Veröffentlichung von der Regierung als geheim eingestufter Unterlagen. In dem 38-seitigen Urteil wurde festgestellt, dass die Klassifizierung rechtswidrig war, weil sie „willkürlich, launisch, ein Missbrauch des Ermessens und nicht in Übereinstimmung mit dem Gesetz“ war.
Am 25. Juni 2007 wurde eine in Teilen geschwärzte Aktensammlung, die als „Familienjuwelen“ der Central Intelligence Agency bekannt ist, freigegeben. Seit 1992 wurde um die Veröffentlichung nach FOIA gerungen.
Im Juni 2015 veröffentlichte das NSA in Zusammenarbeit mit ProQuest das Projekt CIA Covert Operations II auf der ProQuest-Plattform. Dabei handelt es sich um eine Sammlung von 1000 deklassifizierten Dokumenten, die die innere Arbeit von amerikanischen Geheimdiensten offenlegen, während des „Year of intelligence“ (dt. Jahr der Geheimdienste) 1975. Die Dokumente decken das erste Jahr der Amtszeit des Präsidenten Gerald Ford ab.
Im Dezember 2017 gab das NSA eine Quellensammlung zum Thema der NATO-Osterweiterung anlässlich einer Paneldiskussion (Who Promised What to Whom on NATO Expansion?) für die Association for Slavic, East European and Eurasian Studies (ASEEES) heraus. Die von der NSA erstellte Sammlung von freigegebenen Dokumenten zeigt nach Ansicht der Autoren einer dazugehörigen Berichtsmappe, dass im Zuge der Deutschen Einheit Sicherheitsgarantien gegenüber der Sowjetunion von einer Vielzahl westlicher Politiker ausgesprochen worden seien, unter anderem von Baker, Bush, Genscher, Kohl, Gates, Mitterrand, Thatcher, Hurd, Major, und Wörner. Hannes Adomeit widersprach dieser Ansicht in einem Arbeitspapier für die Bundesakademie für Sicherheitspolitik, es gebe keinen Wortbruch, denn Sondierungen und Überlegungen seien keine Garantien.

## DNSA
DNSA wird von ProQuest präsentiert. Es beinhaltet 45 Zusammenstellung zu Weltereignissen, Ländern und politischen Entscheidungen nach dem Zweiten Weltkrieg bis in das 21. Jahrhundert. Dabei standen 2015 die folgenden Inhalte zur Verfügung:
- Mehr als 104.000 indizierte freigegebene Regierungsdokumente
- Mehr als 733.000 Seiten Material
- Glossare, Chronologien, Bibliographien, Übersichten und Fotos